# Christian von Zastrow
Christian Nicolaus Friedrich von Zastrow (* 1705; † 13. Februar 1773 in Göttingen) war ein kurfürstlich braunschweig-lüneburgischer Generalleutnant.

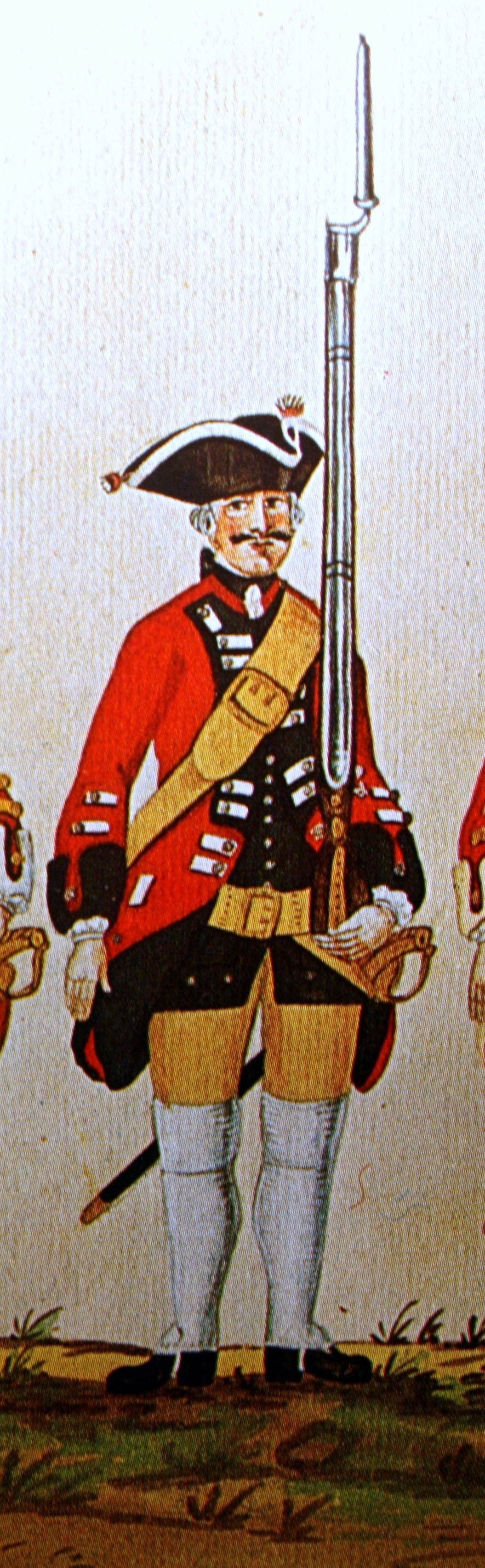
Christian von Zastrows Regiment zur Zeit des Siebenjährigen Krieges

## Leben
Christian Nicolaus Friedrich von Zastrow, als Sohn des kurhannoverschen Oberst von Zastrow 1705 geboren, stand zuerst in französischen Diensten, kehrte aber schon 1721 als Leutnant in seine Heimat zurück. Im kurhannoverschen Infanterieregiment Ludwig von Zastrow machte er als Kapitän, später als Stabsoffizier, den Österreichischen Erbfolgekrieg mit, in welchem er am 2. Juli 1747 in der Schlacht bei Lauffeldt verwundet wurde, und war seit 1752 und zu Beginn des Siebenjährigen Krieges Oberst und Regimentskommandeur des eigenen Regiments "Jung-Zastrow". 1758 wurde er Generalmajor, 1759 Generalleutnant. Im gleichen Jahr war er Kommandant von Münster, dessen Bewohner höchst aufgebracht darüber waren, dass von Zastrow den ausdrücklichen Befehl befolgte, die Stadt nach Möglichkeit gegen die anrückenden Franzosen zu verteidigen. Entschlossen unterdrückte er den Widerstand der Münsteraner gegen die Verteidigung und wies die an ihn gerichtete Aufforderung zur Übergabe zurück, obgleich er sich beim Herzog Ferdinand von Braunschweig-Wolfenbüttel, seinem Oberbefehlshaber, darüber beklagte, dass er die Stadt mit Milizen und Invaliden behaupten solle.
Als die Franzosen am 22. Juli vor Münster erschienen, zog er sich mit der Besatzung in die Zitadelle zurück, welche mit 40 Geschützen drei Tage lang beschossen wurde. Am 25. kapitulierte er, nachdem ein Pulverturm in die Luft geflogen war und die Gebäude zu brennen angefangen hatten; er wurde als Kriegsgefangener nach Wesel gebracht, aber schon Ende August gegen den ebenfalls gefangenen Kommandanten von Minden, Generalleutnant von Morangies, ausgewechselt.
Im nächsten Jahre gehörte er zuerst zu dem unter General Friedrich von Spörcken in Westfalen tätigen Korps. Er trug, als diese mit dem Hauptarmee unter dem Herzog vereinigt war, durch rechtzeitiges Eintreffen und Eingreifen der ihm unterstellten Kolonnen am 31. Juli zum glücklichen Ausgang der Schlacht bei Warburg bei; stand dann unter dem Erbprinzen Karl von Braunschweig-Wolfenbüttel und 1761, meist im westlichen Kriegsschauplatz, wieder unter Spörcken; 1762 befehligte er das zweite Treffen der Großen Armee unter Herzog Ferdinand. An dem am 23. Juli bei Lutterberg stattfindenden glücklichen Gefechte, in welchem er eine der Angriffskolonnen führte, nahm er mit einer „unvergleichlichen Auszeichnung“ teil, so dass der Herzog ihm ein Geschenk von 1000 Pistolen (je 5 Thaler Gold) machte. Von der Einschließung von Kassel, wo er darauf zunächst verwandt wurde, zur Vertretung des erkrankten Generals Christian Ludwig von Hardenberg an die Ohm berufen, trug er durch standhaftes Ausharren wesentlich dazu bei, dass am 21. September 1762 die Angriffe der Franzosen in der Schlacht an der Brücker Mühle bei Amöneburg erfolgreich abgewiesen wurden.
Es war der letzte Kampf, an dem er teilnahm. Er starb am 13. Februar 1773 als Gouverneur zu Göttingen.